# Come vi piace (film 1936)
Come vi piace (As You Like It) è un film del 1936 diretto da Paul Czinner, tratto dall'omonima commedia di William Shakespeare. La pellicola è degna di nota per essere stata, nel Regno Unito, il primo adattamento cinematografico di un'opera scespiriana e, di conseguenza, per essere la prima testimonianza filmica del talento di Laurence Olivier in un'opera del "Bardo".

## Trama
Federico (Felix Aylmer) ha usurpato e deposto suo fratello maggiore, il Duca (Henry Ainley). Federico permette a Rosalind (Elisabeth Bergner), figlia del duca esiliato, di rimanere, poiché è la più cara amica di sua figlia, Celia (Sophie Stewart). Orlando (Laurence Olivier), che è stato costretto a fuggire dalla sua casa a causa dell'oppressione di suo fratello, Oliver (John Laurie), arriva al Ducato di Fedrigo e partecipa ad un torneo di lotta. Lasciando il ducato, Orlando incontra Rosalind, ed è amore a prima vista, provocando le ire di Federico che la bandisce. Celia decide di accompagnarla, insieme a un buffone, Touchstone (Mackenzie Ward).
Rosalind e Celia si travestono rispettivamente da "Ganimede", un ragazzo, e "Aliena", e si avventurano nella foresta di Arden, dove alla fine incontrano il duca esiliato. Orlando, profondamente innamorato, affigge sugli alberi poesie d'amore in lode di Rosalind. Orlando si imbatte in Ganimede, che gli dice che può insegnare a Orlando come curare l'amore fingendo di essere Rosalind. Allo stesso tempo, Phoebe (Joan White), una pastorella, si innamora di Ganimede, anche se lui (lei) la respinge continuamente. Sylvius (Richard Ainley), un pastore, è innamorato di Phoebe, il che complica la questione. Nel frattempo, Touchstone tenta di sposare la semplice contadina Audrey (Dorice Fordred), prima che possa essere fermato da Jaques (Leon Quartermaine), un signore che vive con il duca in esilio.
Orlando salva Oliver da una leonessa nella foresta, inducendo Oliver a pentirsi e a riabbracciare suo fratello. Ganimede, Orlando, Phoebe e Silvius sono riuniti per decidere chi sposerà chi. Ganimede propone che Orlando prometta di sposare Rosalind, e Phoebe promette di sposare Silvius se non può sposare Ganimede. Il giorno dopo, Rosalind si rivela. Orlando e Rosalind, Oliver e Celia, Silvius e Phoebe, e Touchstone e Audrey si sposano e vengono a sapere che anche Federico si è pentito e ha deciso di reintegrare suo fratello come duca.

## Produzione
Il film fu prodotto dalla Inter-Allied (controlled by Twentieth Century Fox Film Corporation).

## Distribuzione
Distribuito dalla Twentieth Century Fox Film Company, il film venne presentato in prima a Londra il 3 settembre 1936.